# H+: The Digital Series
H+: The Digital Series (muitas vezes abreviada como H+) é uma websérie produzida por Bryan Singer e criada por John Cabrera e Cosimo De Tommaso. A série, que explora o tema do transhumanismo, estreou em 8 de agosto de 2012 no YouTube com dois episódios. Dois novos episódios foram lançados todas as semanas às quartas-feiras até o final da temporada em 16 de janeiro de 2013. Uma segunda temporada foi anunciada em janeiro de 2013. No entanto, não houve atualizações desde então.

## Sinopse
A série é baseada em um futuro onde um terço da população mundial tem um computador implantado, chamado H+, que liga a mente humana à internet 24 horas por dia. O implante foi criado por uma empresa irlandesa de biotecnologia chamada Hplus Nano Teoranta, que foi fundada com a intenção de melhorar o setor médico com tecnologia. A história começa in medias res, retratando os efeitos de um vírus que infecta o implante H+. Os episódios simultâneos voltam e reencaminham-se no tempo para diferentes configurações, e os pontos de vista de vários personagens são usados para contar a história.

## Produção
A série começou como um projeto de longo prazo em 2006. Foi filmada em Santiago, Chile em 2011, em 29 dias em 54 locais diferentes, e anunciada no San Diego Comic-Con International 2011. No San Diego Comic-Con 2012, foi novamente promovida em antecipação à sua próxima estréia. A série é distribuída pela Warner Brothers Digital Distribution em parceria com o YouTube.
À medida que novos episódios se estrearam semanalmente através do YouTube, o novo conteúdo suplementar também foi disponibilizado através do site oficial da série, fornecendo imagens adicionais, texto ou vídeo que acompanharam a história.

## Elenco e Personagens
- Alexis Denisof como Conall Sheehan
- Caitriona Balfe como Breanna Sheehan
- Hannah Simone como Leena Param
- Karrien Marsukhan como Ritu Param
- Amir Arison como Y. Gurveer
- David Clayton Rogers como Kenneth Lubahn
- Francesca Fanti como Simona Rossi
- Nikki Crawford como Julie Martin
- Sean Gunn como Jason O'Brien
- Samuli Vauramo como Topi Kuusela
- Hannah Herzsprung como Manta
- Francesco Martino como Matteo Spina
- Melvin Abston como Lee Martin
- Lela Loren como Francesca Rossi
- James Urbaniak como Francis Peters
- Carlos Bravo como Ichiro
- Benjamin Clarke como Peters
- Eduardo Burle Sussely como Patricio Raiz
- John Cabrera como Andy

## Episódios
| # | Título                      | Data de Lançamento     |
| --- | --------------------------- | ---------------------- |
| 1 | "Driving Under"             | 8 de agosto de 2012    |
| San Francisco, USA, 5 minutos antes do acontecido. |                             |                        |
| 2 | "On Their Level"            | 8 de agosto de 2012    |
| San Francisco, USA, 15 segundos depois do acontecido. |                             |                        |
| 3 | "Prophetess"                | 15 de agosto de 2012   |
| Helsinki, Finland, 7 anos antes do acontecido. |                             |                        |
| 4 | "Airport Security"          | 15 de agosto de 2012   |
| San Francisco, USA, 1 minuto depois do acontecido. |                             |                        |
| 5 | "A Large Family"            | 15 de agosto de 2012   |
| Mumbai, India, 5 meses antes do acontecido. |                             |                        |
| 6 | "Voci Dal Sud"              | 15 de agosto de 2012   |
| Oria, Italy, 2 anos depois do acontecido. |                             |                        |
| 7 | "Implanted"                 | 22 de agosto de 2012   |
| Mumbai, India, 5 meses antes do acontecido. |                             |                        |
| 8 | "Makeshift Engineering"     | 22 de agosto de 2012   |
| San Francisco, USA, 45 minutos depois do acontecido. |                             |                        |
| 9 | "The Snow Viper"            | 22 de agosto de 2012   |
| Helsinki, Finland, 7 anos antes do acontecido. |                             |                        |
| 10 | "Out"                       | 29 de agosto de 2012   |
| San Francisco, USA, 50 minutos depois do acontecido. |                             |                        |
| 11 | "Manta"                     | 29 de agosto de 2012   |
| Helsinki, Finland, 7 anos antes do acontecido. |                             |                        |
| 12 | "Searching Over"            | 29 de agosto de 2012   |
| San Francisco, USA, 20 horas depois do acontecido. |                             |                        |
| 13 | "Questions?"                | 5 de setembro de 2012  |
| Portland, Oregon, 5 anos antes do acontecido. |                             |                        |
| 14 | "The Gates"                 | 5 de setembro de 2012  |
| San Vito, Italy, 2 anos depois do acontecido. |                             |                        |
| 15 | "Their Connection"          | 12 de setembro de 2012 |
| Mumbai, India, 3 meses antes do acontecido. |                             |                        |
| 16 | "From Above"                | 12 de setembro de 2012 |
| San Francisco, USA, 2 dias depois do acontecido. |                             |                        |
| 17 | "Salmiakki"                 | 19 de setembro de 2012 |
| Helsinki, Finland, 7 anos antes do acontecido. |                             |                        |
| 18 | "Advent"                    | 19 de setembro de 2012 |
| Oria, Italy, 2 anos depois do acontecido. |                             |                        |
| 19 | "7500 Kilometers"           | 26 de setembro de 2012 |
| Mumbai, India, 1 mês antes do acontecido. |                             |                        |
| 20 | "Partenza"                  | 26 de setembro de 2012 |
| Oria, Italy, 2 anos depois do acontecido. |                             |                        |
| 21 | "Managing"                  | 3 de outubro de 2012   |
| Dublin, Ireland, 4 anos antes do acontecido. |                             |                        |
| 22 | "Road Block"                | 3 de outubro de 2012   |
| Southern Italy, 2 anos depois do acontecido. |                             |                        |
| 23 | "The King"                  | 10 de outubro de 2012  |
| Dublin, Ireland, 3 semanas antes do acontecido. |                             |                        |
| 24 | "Function"                  | 10 de outubro de 2012  |
| San Francisco, USA, 1 semana depois do acontecido. |                             |                        |
| 25 | "Meta Data"                 | 17 de outubro de 2012  |
| Tierra del Fuego, Chile, 4 anos antes do acontecido. |                             |                        |
| 26 | "African Aid"               | 17 de outubro de 2012  |
| Brazzaville, Republic of Congo, 1 ano depois do acontecido. |                             |                        |
| 27 | "Il Portavoce"              | 17 de outubro de 2012  |
| Oria, Italy, 3 meses antes do acontecido. |                             |                        |
| 28 | "Coming Clean"              | 24 de outubro de 2012  |
| Northern California, USA, 2 semanas depois do acontecido. |                             |                        |
| 29 | "After Party"               | 24 de outubro de 2012  |
| Dublin, Ireland, 3 anos antes do acontecido. |                             |                        |
| 30 | "Lord of the Body"          | 31 de outubro de 2012  |
| Mumbai, India, 7 meses depois do acontecido. |                             |                        |
| 31 | "Original Sync"             | 31 de outubro de 2012  |
| London, UK, 9 anos antes do acontecido. |                             |                        |
| 32 | "Seeds"                     | 7 de novembro de 2012  |
| Dunbara, Republic of Congo, 1 ano depois do acontecido. |                             |                        |
| 33 | "On the Exterior"           | 7 de novembro de 2012  |
| Northern California, USA, 3 anos antes do acontecido. |                             |                        |
| 34 | "Endure"                    | 14 de novembro de 2012 |
| Mumbai, India, 8 meses depois do acontecido. |                             |                        |
| 35 | "Query String"              | 14 de novembro de 2012 |
| Northern California, USA, 3 anos antes do acontecido. |                             |                        |
| 36 | "How to Hack a Data Center" | 14 de novembro de 2012 |
| Southern Alberta, Canada, 8 meses depois do acontecido. |                             |                        |
| 37 | "Gross Figure"              | 28 de novembro de 2012 |
| New York, USA, 8 anos antes do acontecido. |                             |                        |
| 38 | "On The Inside"             | 28 de novembro de 2012 |
| Rome, Italy, 2 anos depois do acontecido. |                             |                        |
| 39 | "Long Term Benefits"        | 5 de dezembro de 2012  |
| Dunbara, Republic of Congo, 7 anos antes do acontecido. |                             |                        |
| 40 | "Two of Them"               | 5 de dezembro de 2012  |
| Rome, Italy, 2 anos depois do acontecido. |                             |                        |
| 41 | "Pronto"                    | 12 de dezembro de 2012 |
| Northern California, USA, 3 meses antes do acontecido. Oria, Italy, 3 meses antes do acontecido.                                                                                                |                             |                        |
| 42 | "Temporary"                 | 12 de dezembro de 2012 |
| Yozgat, Turkey, 1 ano depois do acontecido. |                             |                        |
| 43 | "Make Things Right"         | 19 de dezembro de 2012 |
| Northern California, USA, 2 semanas antes do acontecido. |                             |                        |
| 44 | "From/To Level 6"           | 19 de dezembro de 2012 |
| Southern Alaska, 1 ano depois do acontecido. |                             |                        |
| 45 | "Der Wahre Übermensch?"     | 9 de janeiro de 2013   |
| Hamburg, Germany, 3 anos antes do acontecido. |                             |                        |
| 46 | "Sacred Science"            | 9 de janeiro de 2013   |
| The Vatican, Italy, 2 anos depois do acontecido. |                             |                        |
| 47 | "On The Brink"              | 16 de janeiro de 2013  |
| Western Ireland, 30 minutos antes do acontecido. |                             |                        |
| 48 | "Visions of What's Come"    | 16 de janeiro de 2013  |
| Southern Alaska, 1 ano depois do acontecido. San Francisco, USA, 5 minutos antes do acontecido. Western Ireland, 8 minutos antes do acontecido. Tokyo, Japan, 15 segundos depois do acontecido. |                             |                        |

## Ligações Externas
- «Página oficial»
- H+: The Digital Series no YouTube

1. ↑  «H+: The Digital Series is currently offline, but our writers are working on a...»
2. ↑  «H+: The Digital Series». www.facebook.com. Consultado em 15 de junho de 2017
3. ↑  «Bryan Singer's H+ Digital Series Introduces A Chilling Sci-Fi Scenario In Its Premiere Episode». CINEMABLEND. 8 de agosto de 2012
4. ↑  «Welcome to Hplus Nano Teoranta | Imagine An Interconnected Future». www.hplusnanoteoranta.com. Consultado em 15 de junho de 2017
5. ↑  «Bryan Singer's 'H+ The Digital Series' Shuts Down Hardwired Humans». MTV News (em inglês)